# إيغل أزور
إيغل أزور (بالفرنسية: Aigle Azur)، هي شركة طيران فرنسية سابقة، كان يقع مقرها في مطار باريس أورلي. وكانت تُشغل رحلات من فرنسا إلى 21 وجهة في أوروبا وإفريقيا والشرق الأوسط، بأسطول من طائرات إيرباص إيه 319 وإيرباص إيه 320 وإيرباص إيه 330.
في شتنبر 2019، أعلنت إيغل أزور رسمياً عن وقف جميع عملياتها بسبب الإفلاس.

## الأسطول
قبل توقف عملياتها، كانت إيغل أزور تُشغل أسطولاً مُكونا من الطائرات التالية:
- طائرة من طراز إيرباص إيه 319
- 8 طائرات من طراز إيرباص إيه 320
- طائرتين من طراز إيرباص إيه 330

## الإدارة
- الرئيس: أرزقي إيجرويدن
- المدير العام: مزيان إيجرويدن
- المدير العام المنتدب: جان لويس كلوزيه

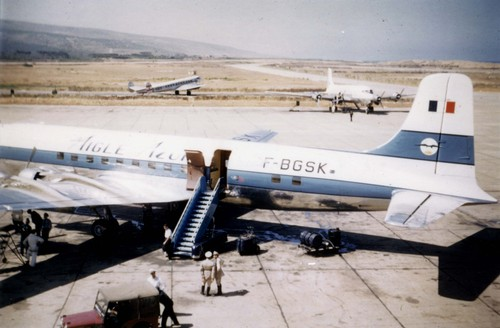
طائرة تابعة لإيغل أزور تحمل الشعار الاول لشركة

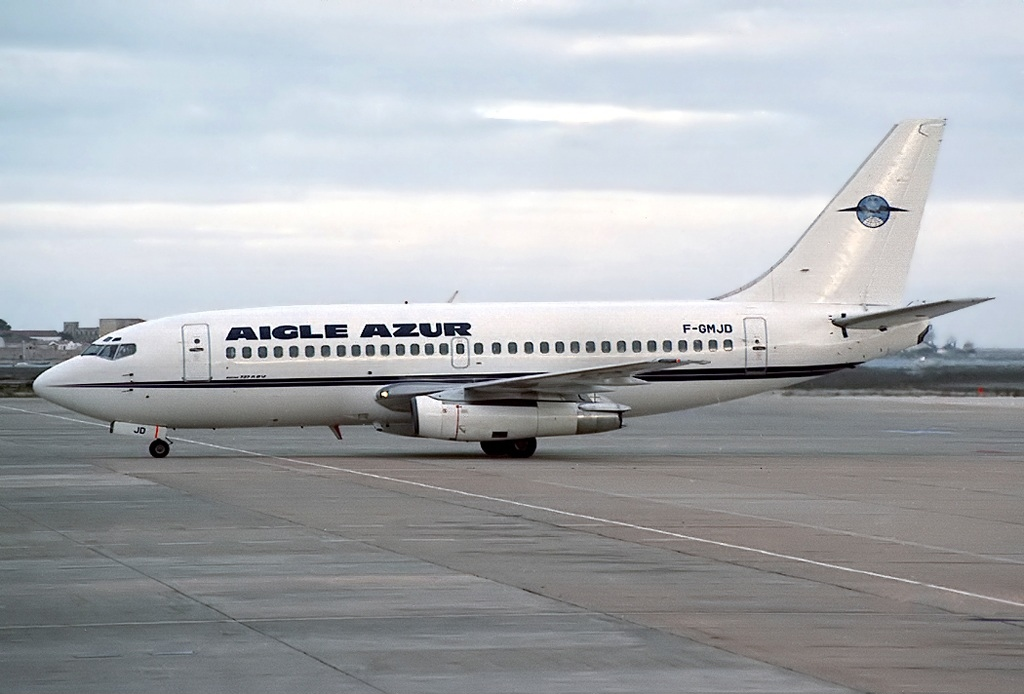
طائرة تابعة لإيغل أزور تحمل الشعار الثاني لشركة

## معرض الصور

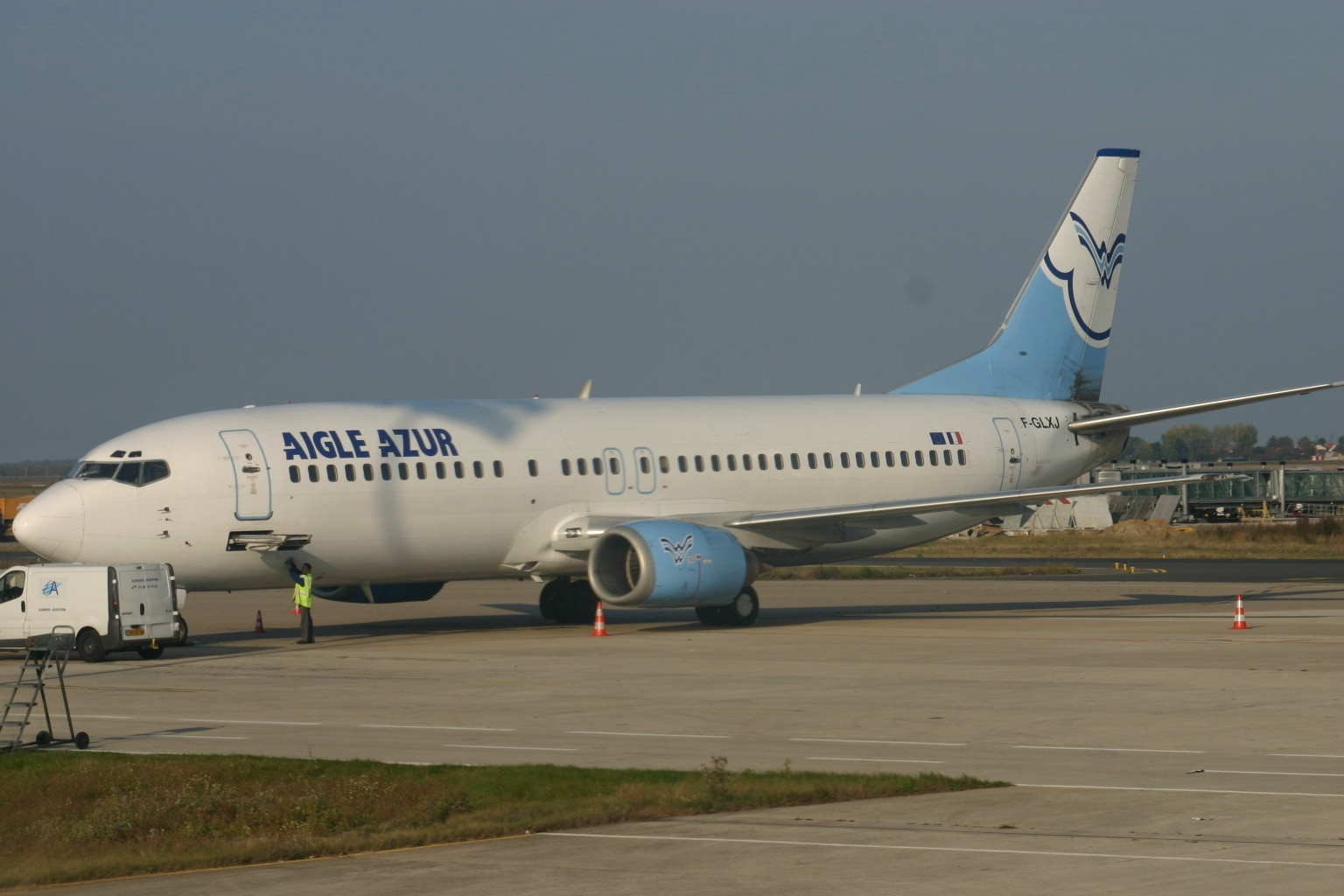
طائرة تابعة لإيغل أزور
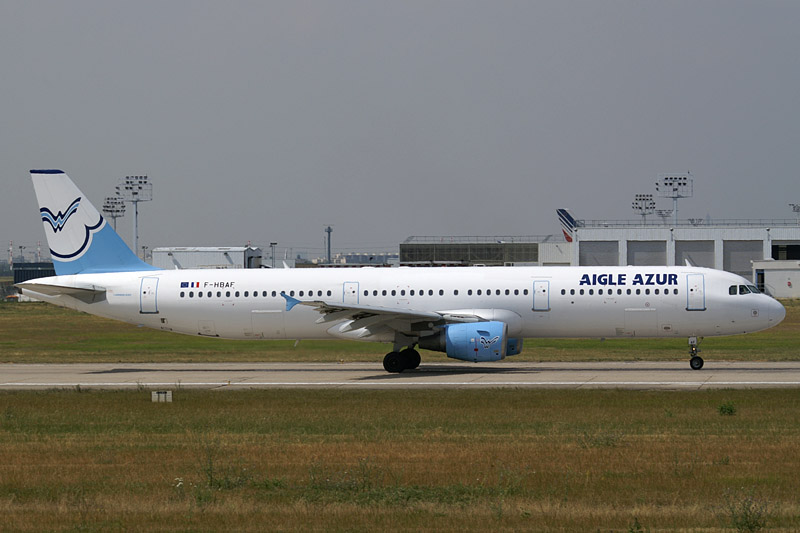
طائرة تابعة لإيغل أزور
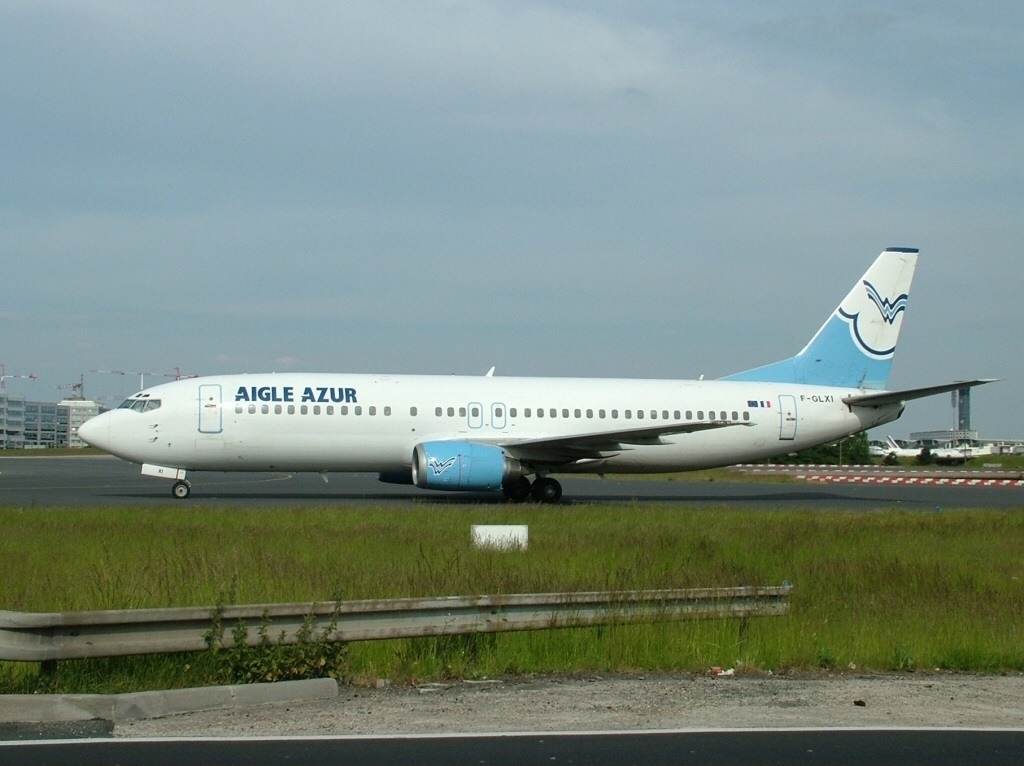
طائرة تابعة لإيغل أزور
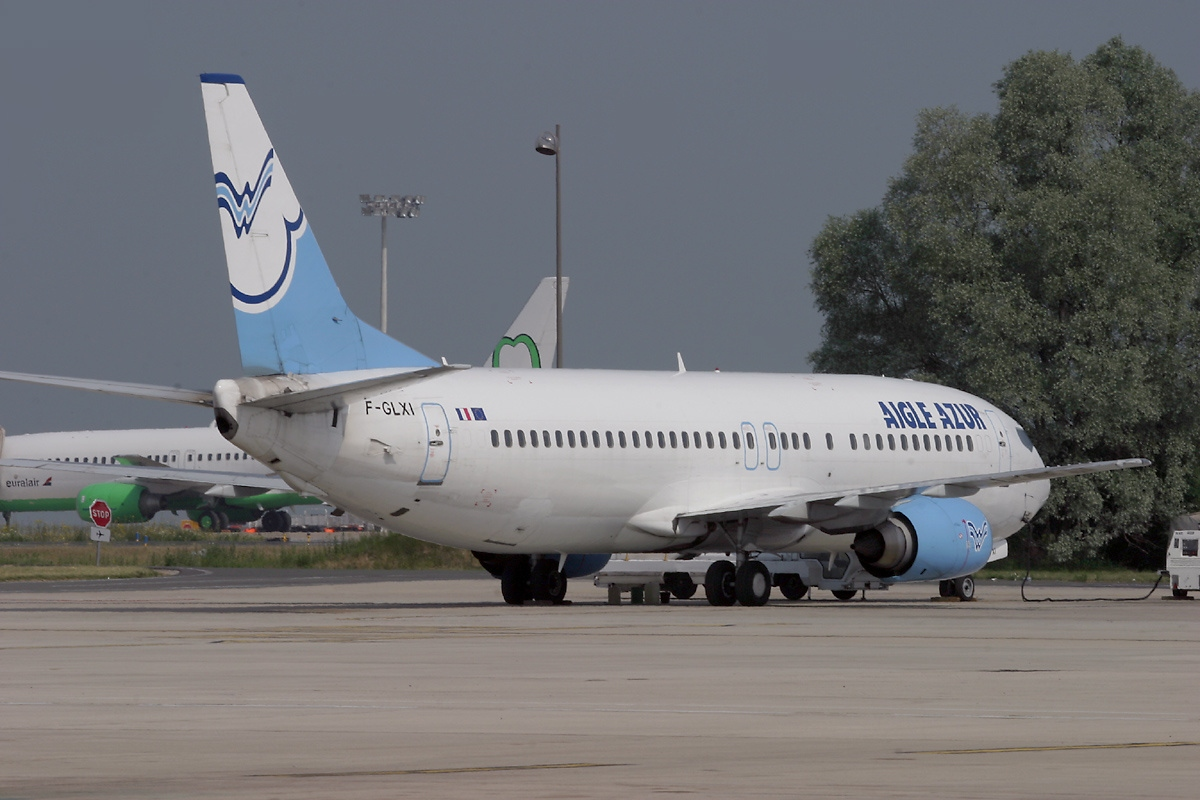
طائرة تابعة لإيغل أزور
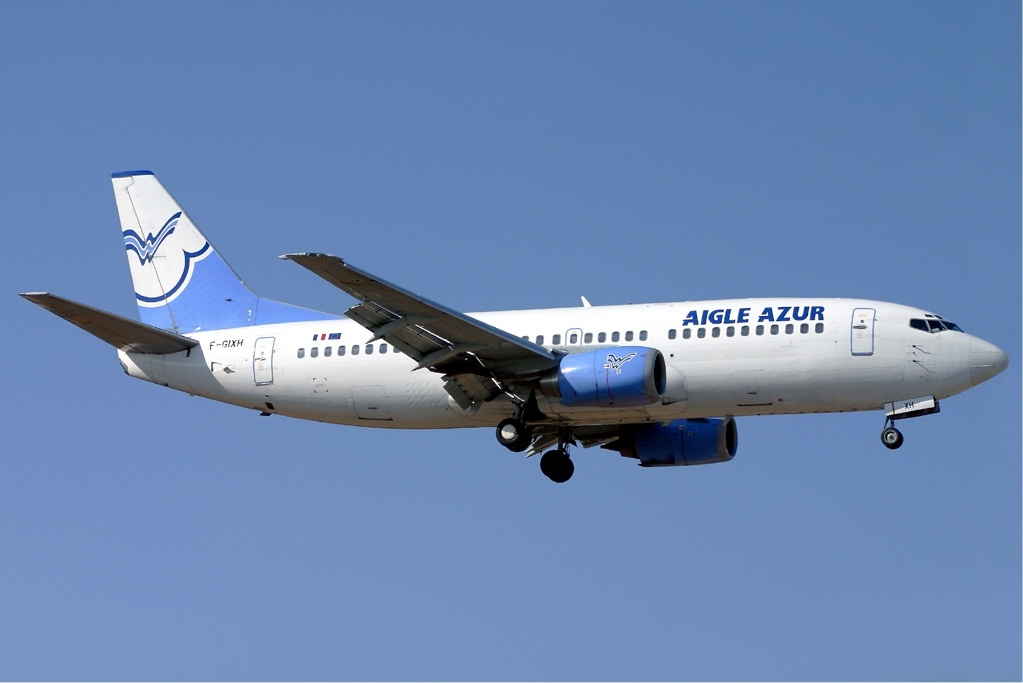
طائرة تابعة لإيغل أزور

## وصلات خارجية
الموقع الرسمي إيغل أزور